# Castillo de Santa Catalina (La Palma)
El castillo de Santa Catalina, oficialmente Real Castillo de Santa Catalina, es un monumento histórico-artístico situado en el municipio de Santa Cruz de La Palma, en la costa este de la isla de La Palma, provincia de Santa Cruz de Tenerife, islas Canarias, España.

## Características
La fortificación es similar al castillo de San Cristóbal de Santa Cruz de Tenerife, y es de planta cuadrada con un baluarte en punta de diamante en cada esquina. Se creó para proteger la ciudad de ataques corsarios.
En la portada, de frontón curvilíneo, se puede apreciar un escudo de armas de los Reyes Católicos.

## Historia
La construcción se ejecutó gracias al sargento mayor Juan Franco de Medina y al capitán Miguel Tiburcio Rossell de Lugo. La fase de construcción se extendió desde 1683 hasta 1692.
El inmueble perteneció al Ejército hasta 1950, fecha en la que fue adquirido por varios propietarios particulares.

## Nivel de protección
En el BOE número 184 del 3 de julio de 1951 el castillo se declaró monumento histórico-artístico.